# Koraljni greben Belizea
Koraljni greben Belizea čini serija koraljnog grebenja koji se protežu uzduž obale Belizea, oko 300 metara na sjeveru do 40 km na jugu. Ovaj koraljni greben, dug oko 300 km, je dugi dio 900 km dugog Mezoameričkog koraljnog grebena koji se kontonuirano pruža od Cancúna na sjeveroistočnom vrhu Yucatánskog poluotoka, duž tzv. Rivijere Maya, do Hondurasa, što ga čini drugim najvećim koraljnim grebenom na svijetu, nakon Velikog koraljnog grebena u Australiji. 
Rezervat prirode koraljnog grebena Belizea zauzima veliku većinu grebena, oko 960 km², uključujući 7 morskih rezervata (Hol Chan), 450 cay otoka (npr. Ambergris, Caye Caulker, Caye Chapel, St. George's Caye, Long Caye, Northern Caye i Sandbore Caye) i 3 atola kao što je Velika Plava Rupa. Koraljni greben Belizea je jedno od biološki najraznovrsnijih ekosustava na svijetu, te je dom za oko 70 vrsta tvrdih i 36 vrsta mekanih koralja, 500 vrsta riba i stotine vrsta beskralješaka. No kako je tek 10% grebena istraženo, pretpostavlja se da 90% vrsta tek treba otkriti. Zbog toga je Rezervat prirode koraljnog grebena Belizea upisan na UNESCO-ov popis mjesta svjetske baštine u Sjevernoj Americi 1996. godine, a na popis ugroženih mjesta svjetske baštine je dospio 2009. godine zbog sječe šume mangrova i pretjeranog razvoja koji je doveo do rasipanja grebenja Znanstvenici vjeruju kako je zbog oluja i globalnog zagrijavanja, što je izazvalo izbjeljivanje koralja, od 1998. godine oštećeno oko 40% koraljnog grebena Belizea. Kako se ovaj trend nastavlja, mnogi vjeruju kako greben nema mogućnost oporavka.
No, kako je Belize uveo moratorij na istraživanje nafte u cijeloj pomorskoj zoni Belizea i ojačao propise koji omogućuju bolju zaštitu mangrova, UNESCO je 26. lipnja 2018. godine uklonio Koraljni greben Belizea s popisa ugroženih mjesta svjetske baštine
Koraljni greben Belizea je vitalno ribolovno područje i najveće turističko odredište Belizea i svake godine posjeti ga oko 260.000 ronioca iz cijeloga svijeta.
- Ambergris Caye
- Velika Plava Rupa
- Pomorski rezervat Hol Chan
- Tzv. "Moždani koralj"
- Plavoglavi morski grgeč

## Vanjske poveznice
- Službene stranice turističkog ureda Belizea
- Greatest Dive Sites: Scuba diving at the Belize Barrier Reef (engl.) Posjećeno 24. ožujka 2011.